# Semerovo
Semerovo est une commune du district de Nové Zámky, dans la région de Nitra, en Slovaquie.

## Histoire
La première mention écrite du village date de 1135.

## Démographie

### Évolution de la population
| Année:               | 1994. | 2004.   | 2014.   | 2024.   |
| -------------------- | ----- | ------- | ------- | ------- |
| Nombre de personnes: | 1247  | 1365    | 1430    | 1309    |
| Différence:          |       | +9,46 % | +4,76 % | -8,46 % |

| Année:               | 2023. | 2024.   |
| -------------------- | ----- | ------- |
| Nombre de personnes: | 1318  | 1309    |
| Différence:          |       | -0,68 % |